# 艾爾森半島
70°35′S 61°45′W / 70.583°S 61.750°W
艾爾森半島（英語：Eielson Peninsula）是南極洲的半島，位於帕爾默地東岸，長37公里、寬19公里，該半島在1928年12月20日被澳大利亞極地探險家發現，以飛機師命名。